# Plamének plotní
Plamének plotní (Clematis vitalba) je rostlina z čeledi pryskyřníkovitých (Ranunculaceae). Je to dřevnatá liána, rostoucí i v teplých oblastech České republiky.

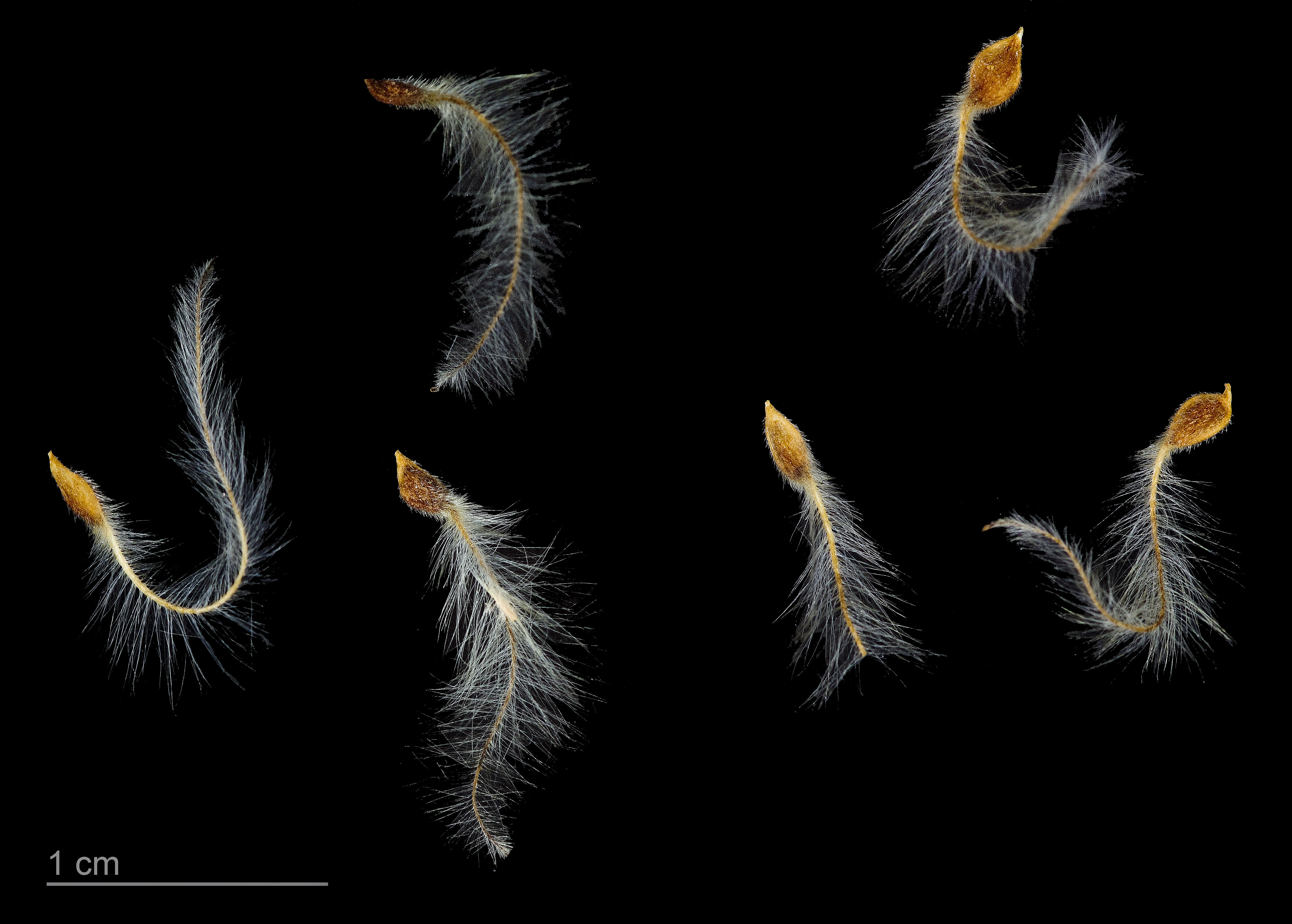
Nažky plaménku plotního

## Popis
Jedná se o dřevitou liánu, která dorůstá až do 6–12 m délky, stonek může mít dole 1–2 (řidčeji až 5) cm v průměru. Mladé letorosty jsou plstnatě chlupaté. Listy jsou lichozpeřené, řapíkaté, řapíkaté jsou i lístky, na zimu listy opadávají. Lístky jsou podlouhle vejčité až srdčité, nejčastěji 3–5 cm dlouhé, na okraji celokrajné až vroubkovaně zubaté, kromě hlavní žilky na rubu jsou lysé. Květy mají asi 2 cm v průměru, jsou bílé a jsou uspořádány do bohatých květenství, úžlabních i vrcholových vidlanů. Okvětní lístky jsou nejčastěji 4, jsou za květu rozestálé až nazpět ohnuté, bílé, oboustranně plstnaté, úzce vejčité, nejčastěji 7–10 mm dlouhé a asi 3–4 mm široké. Ve skutečnosti se ale jedná o petalizované (napodobující korunu) kališní lístky, kdy korunní lístky chybí. Kvete v červnu až v září. Tyčinek je mnoho. Gyneceum je apokarpní, pestíků je mnoho. Plodem je asi 3–4 mm dlouhá nažka, která je na vrcholu zakončená asi 2–4 cm dlouhým zakřiveným odstále chlupatým přívěskem. Nažky jsou uspořádány do souplodí. Počet chromozomů je 2n=16.

## Rozšíření
Plamének plotní je přirozeně rozšířen v jižní Evropě, ve Středomoří, Malé Asii na východ po Kavkaz, přesahuje do střední a západní Evropy, na sever po jižní Anglii, Francii, jižní Moravu a oblasti kolem Černého moře na Ukrajině. Pěstovaný nebo i zdomácnělý ovšem může být i severněji. Člověkem zavlečený a zdomácnělý je i na několika místech v Severní Americe. V České republice roste především v teplejších oblastech od nížin po pahorkatiny. Výskyt na jižní Moravě je patrně původní, zatímco v Čechách nikoliv, ale pěstovaný a místy zdomácnělý ve volné přírodě ho můžeme najít i v Čechách. Nejčastěji roste v luzích, lemech lesů a v křovinách. Je pěstován i jako okrasná liána.